# Henrya insularis
Henrya insularis es una especie de planta herbácea perteneciente a la familia Acanthaceae. Se encuentra en Centroamérica.

## Descripción
Son hierbas a plantas sufruticosas, que alcanzan hasta 1 m de alto. Los tallos más jóvenes son cuadrangulares y pubérulos. Las hojas son ovadas, de 3–9 cm de largo y 1.8–5.5 cm de ancho, con ápice agudo a acuminado, base obtusa a aguda, márgenes enteros, pubérulo-glandulares en ambas superficies, frecuentemente glabras con la edad. Las inflorescencias en forma de espigas densas o laxas, terminales o axilares, de 2–10 cm de largo. La corola bilabiada, angostamente infundibuliforme, 10–15 mm de largo, de color amarillo pálida a crema. Frutos claviformes, 4.5–6 mm de largo, 1.5–2.5 mm de ancho.

## Distribución y hábitat
Es una especie poco común, que se encuentra en los bosques secos y suelos rocosos, desde México a Costa Rica, en Nicaragua aparece en las sierras de Managua y Nueva Segovia; a 400–680 metros de altura; florece en dic, mar, fructifica en diciembre.

## Taxonomía
Henrya insularis fue descrita por Nees in Benth. y publicado en The Botany of the Voyage of H.M.S. Sulphur 148–149, t. 49. 1844[1846].

## Sinonimia
- Sinónimos de Henrya insularis